# Joseph Stevens Buckminster

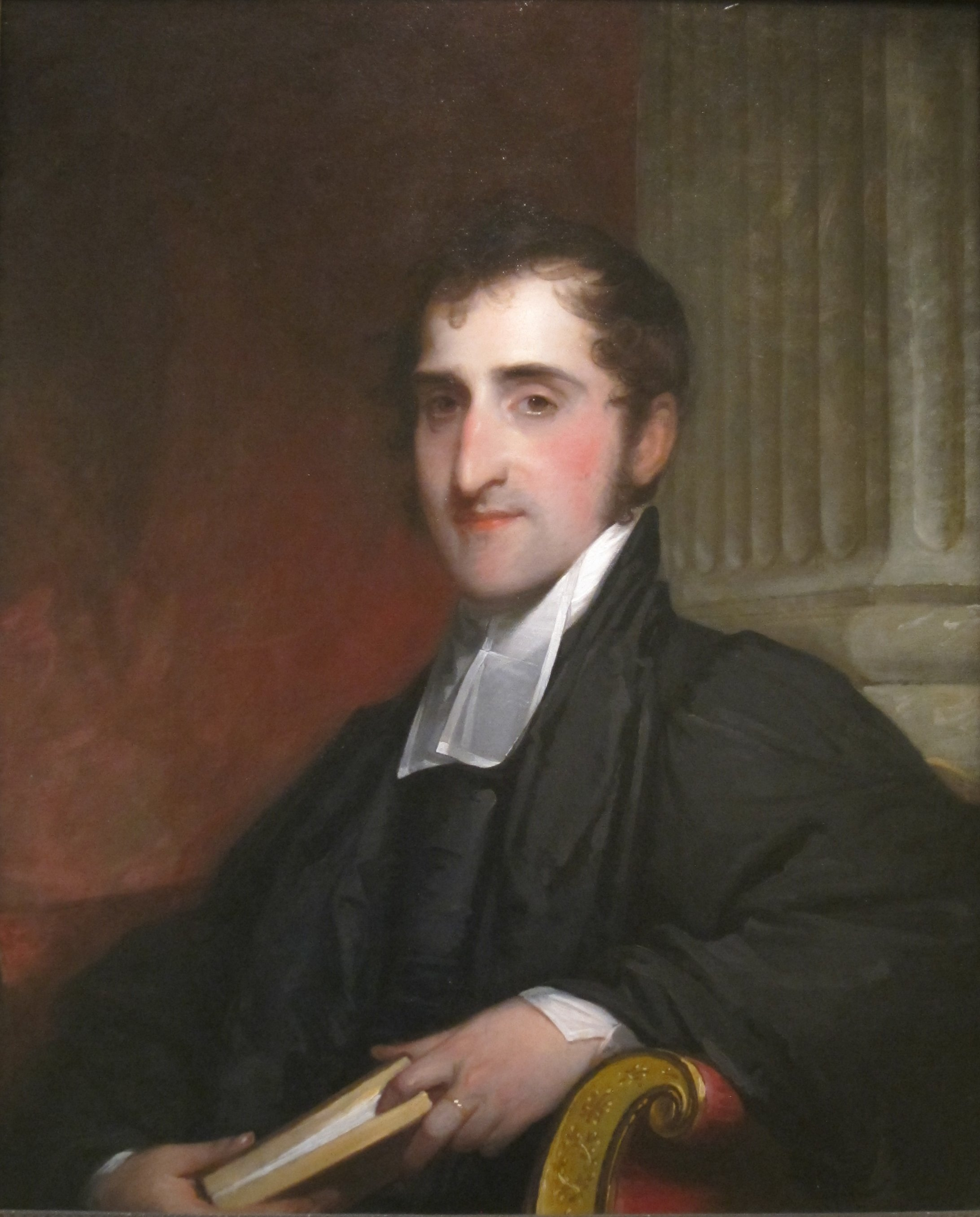
Joseph Stevens Buckminster, Gemälde von Gilbert Stuart, ca. 1810

Joseph Stevens Buckminster (oft zitiert als J. S. Buckminster; * 26. Mai 1784 in Portsmouth, New Hampshire; † 9. Juni 1812 in Boston, Massachusetts) war ein US-amerikanischer Geistlicher des Unitarismus. Er führte die historisch-kritische Methode in den USA ein und trug als Prediger und als Autor zum Aufstieg des Unitarismus in Neuengland bei.

## Leben
J. S. Buckminster war der Sohn des kongregationalistischen Geistlichen Joseph Buckminster (1751–1812) und der Sarah Stevens. Er erwarb 1800 an der Harvard University einen Bachelor und einen Master in Theologie und Literatur.
Buckminster unterrichtete an der Phillips Exeter Academy (Daniel Webster gehörte zu seinen Schülern) und war seit 1804 Pastor der Brattle Street Church in Boston. Er gab eine Neuauflage von Griesbachs Septuaginta und die erste reine Literaturzeitschrift der Vereinigten Staaten heraus, die Monthly Anthology and Boston Review. Außerdem machte sich Buckminster um das Boston Athenæum verdient. 1809 wurde Buckminster in die American Academy of Arts and Sciences gewählt. 1811 wurde ihm eine Stelle als Lecturer für kritische Bibelwissenschaft an der Harvard University angeboten, die er aber nicht mehr antreten konnte.
Buckminster starb 1812 an den Folgen eines epileptischen Anfalls, nur einen Tag vor dem Tod seines Vaters. Seine Schwester Eliza Lee veröffentlichte 1849 eine gemeinsame Biographie von Vater und Sohn. 1814 waren seine gesammelten Predigten veröffentlicht worden, 1839 seine gesammelten Schriften in zwei Bänden.